# Adam Ebbin

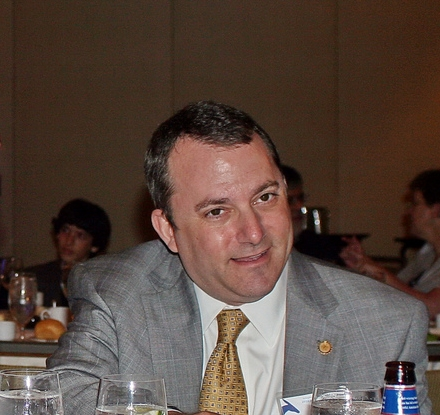
Adam Ebbin

Adam P. Ebbin (* 10. November 1963 in Huntington, Long Island, New York) ist ein US-amerikanischer Politiker der Demokratischen Partei.

## Leben
Nach seiner Schulzeit studierte Adam Ebbin, der aus einer jüdischen Familie stammt, an der American University in Washington, D.C. Wirtschaftswissenschaften. 1985 schloss er sein Studium mit einem Bachelor of Arts ab.
Von Januar 2004 bis Januar 2012 gehörte Ebbin als Vertreter des 49. Distrikts im nördlichen Virginia dem Abgeordnetenhaus von Virginia an. Seit Januar 2012 ist er Senator im Senat von Virginia und vertritt dort den 30. Distrikt. Ebbin lebt offen homosexuell in Arlington, Virginia.